# إيتان نائيه
إيتان نائيه (بالعبرية: איתן נאה) دبلوماسي إسرائيلي. يشغل حاليا منصب سفير إسرائيل لدى مملكة البحرين منذ 2 سبتمبر 2021.

## السيرة الذاتية
ولدت نائيه في إسرائيل ونشأ في كريات بياليك. تخرج من مدرسة كريات بياليك الثانوية. كان في شبابه أحد مؤسسي كيبوتس توفال في الجليل الأعلى وكان مبعوث لحركة الكيبوتس في شمال إنجلترا. من 1982 إلى 1985 خدم في الجيش الإسرائيلي بعد ذلك درس في قسم العلوم السياسية في الشرق الأوسط في جامعة تل أبيب.

### السلك الدبلوماسي
في عام 1991 انضم نائيه إلى وزارة الخارجية كجزء من دورة المبتدئين. وكان أول منصب له في السلك الدبلوماسي مساعد مدير عام وزارة الخارجية.
بين عامي 1993 و 1997 خدم في السفارة الإسرائيلية في أنقرة عاصمة تركيا. من 1997 إلى 1999 شغل منصب قنصل في القنصلية الإسرائيلية في شيكاغو ثم عاد إلى إسرائيل وعمل في إدارة الشؤون الأوروبية كرئيس لمكتب الشؤون القبرصية وكمستشار خاص بشأن تركيا واليونان.
في عام 2001 تم تعيينه سفيرا لإسرائيل في أذربيجان.
في عام 2005 أكمل خدمته في أذربيجان وكان مدير لقسم السياسة الخارجية في مقر الأمن القومي.
في عام 2013 تم تعيينه نائب وسفير بالإنابة للسفارة الإسرائيلية في المملكة المتحدة. من يوليو 2015 بعد انتهاء فترة السفير دانيال توب حتى تنصيب مارك ريغيف شغل منصب مسؤول العلاقات.
في نوفمبر 2016 بعد اتفاق المصالحة بين إسرائيل وتركيا الذي توصل إليه البلدان بعد أزمة عميقة بينهما ناجمة عن مجزرة أسطول الحرية في غزة وقرار إعادة العلاقات بين البلدين إلى مجدها السابق تم تعيين نائيه سفير إسرائيل في تركيا. في 5 ديسمبر 2016 قدم أوراقه إلى رئيس تركيا رجب طيب أردوغان بعد خمس سنوات عمت خلالها السفارة في أنقرة دون سفير. وجرت مراسم تسليم الأوراق في قصر الرئاسة التركي بمشاركة طاقم السفارة وزوجة نائيه وأولاده. الحفل الذي عُزفت فيه النشيد الوطني الإسرائيلي هاتكفا تمت مراجعته على نطاق واسع من قبل وسائل الإعلام في تركيا وإسرائيل. في مايو 2018 تم ترحيل نائيه من قبل أردوغان من تركيا احتجاجا على مقتل فلسطينيين خلال الاشتباكات على الحدود بين إسرائيل وغزة.
في يناير 2021 عينت وزارة الخارجية نائيه مفوض مؤقت للسفارة الإسرائيلية المزمع إنشاؤها في أبو ظبي بدولة الإمارات العربية المتحدة. في 24 يناير تولى نائيه مهام منصبه مع افتتاح السفارة.
في 2 سبتمبر 2021 تم الإبلاغ عن تعيينه سفير لإسرائيل في البحرين بعد موافقة الحكومة.

## الحياة الشخصية
متزوج من امرأة تعود أصولها إلى مانشستر بإنجلترا وأب لطفلين.